# Rico Gulda
Rico Gulda, né le 9 avril 1968 à Zurich, est un pianiste classique et chef d'orchestre autrichien.

## Biographie

### Jeunesse et carrière
Né à Zurich, il est le troisième fils du célèbre pianiste Friedrich Gulda et le seul enfant de sa seconde épouse japonaise, la pianiste et compositrice Yuko Wakiyama,.
Il a grandi à Munich et a reçu ses premières leçons de piano à l'âge de cinq ans. Dès l'âge de douze ans, il a étudié avec Ludwig Hoffmann, puis avec Noel Flores (fi) à l'Université de musique et des arts du spectacle de Vienne. Des classes de maître avec Dmitri Bachkirov et Oleg Maisenberg, ainsi qu'un travail avec son père, Friedrich Gulda, ont complété sa formation,.
Gulda se produit en tant que soliste, dans un ensemble de musique de chambre et avec des orchestres tels que l'Orchestre philharmonique de Vienne, l'Orchestre du Mozarteum de Salzbourg, l'Orchestre Bruckner de Linz,.
Il s'est produit avec son frère consanguin, le pianiste Paul Gulda (de), ainsi qu'avec les pianistes Paul Badura-Skoda et Martha Argerich, le violoniste Renaud Capuçon, le chef d'orchestre Christian Arming, les barytons Matthias Goerne et Michael Schade (de), entre autres. Il entretient une longue collaboration artistique et une amitié privée avec le baryton Florian Prey (de).
Il a enseigné le piano à l'Université Mozarteum de Salzbourg, à l'Université Hansei (en) de Séoul et dans des classes de maître à Vienne, au Vietnam et au Japon.
En 2013, il est promu directeur de la planification artistique et de la dramaturgie du Wiener Konzerthaus, poste qu'il occupe jusqu'en 2025,,. En 2025, il prend la direction des activités musicales et culturelles en tant que directeur général de la fondation privée Esterházy. Il est également directeur artistique du festival d'été Oberösterreichische Stiftskonzerte, Il est membre du jury du Concours Franz Schubert et de Musique Moderne (en).

### Vie privé
Rico Gulda était marié à la pianiste Ferhan Önder et a une fille,.

## Discographie
- 1997 : Schubert Klaviersonate D 784 & 3 Klavierstücke D946 (Gramola)[8]
- 1999 : Art Cult-Concert (Klavier Zu Vier Händen) avec Michael Badura-Skoda (Austria Tabak, Art Cult)[8]
- 2001 : Schuman – Album Für Die Jugend Op. 68 (Naxos)[8]
- 2002 : Schubert – Piano Works For Four Hands avec Christopher Hinterhuber (Naxos)[8]
- 2008 : Die Lieder Meines Vaters Ausgewählt Von Florian Prey avec Hermann Prey, Florian Prey, Karl Engel, Friedrich Gulda, Leonard Hokanson, Michael Krist et Wolfgang Sawallisch (Deutsche Grammophon)[8]